# Zalieutes mcgintyi
Zalieutes mcgintyi är en fiskart som först beskrevs av Fowler 1952.  Zalieutes mcgintyi ingår i släktet Zalieutes och familjen Ogcocephalidae. IUCN kategoriserar arten globalt som livskraftig. Inga underarter finns listade i Catalogue of Life.